# سلیم عبدول کریم
سلیم عبدول کریم (انگلیسی: Salim Abdool Karim؛ زادهٔ ۲۹ ژوئیهٔ ۱۹۶۰) دانشمند در زمینه اچ‌آی‌وی و Microbicides for sexually transmitted diseases اهل آفریقای جنوبی است.
وی همچنین برندهٔ جوایزی همچون همکار انجمن سلطنتی شده‌است.